# Процион
Процион или алфа Малог пса (лат. α Canis Minoris, α CMi) је спектроскопска двојна звезда, најсјајнија звезда у Малом псу и осма најсјајнија звезда ноћног неба. Назив ове звезде потиче још од Птоломејевог Алмагеста. На старогрчком Προκύων значи „пре пса“, јер излази пре сазвежђа Велики пас и Сиријуса, који је — као најсјајнија звезда Великог пса — дуго познат као „Псећа звезда“.
Процион је од Сунца удаљен свега 11,4 светлосних година, и представља источно теме астеризма Зимски тругао (друга два темена су Сиријус и Бетелгез).

## Опсервација
Процион је обично осма најсветлија звезда на ноћном небу, са кулминацијом у поноћ јануара 14. Она формира један од три врха астеризма Зимског троугла, у комбинацији са Сиријусом и Бетелгезом. Главни период за вечерње посматрање Проциона је током касне зиме на северној хемисфери.
Она има индекс боје од 0,42, а њена нијанса је описана као бледожута боја.

## Двојни систем
Чињеницу да је Процион двојна звезда открио је Фридрих Бесел 1844. године, мерењем промене положаја звезде (која се креће око заједничког центра масе са својим пратиоцем). Процион и Сиријус су прве звезде чији је пратилац откривен овом техником, која се данас — захваљујући повећању прецизности инструмената — користи за откривање планета и браон патуљака у орбити око видљивих звезда.‍:279
Поред ове две, гравитационо везане компоненте, Процион има и оптичког пратиоца (само привидно се налазе на истом делу неба) магнитуде 11,7, удаљеног 122”.

### Процион А
Примарна компонента (Процион А) је субџин или патуљак, спектралне класе F5, температуре 6530 К и 7 пута луминознији од Сунца. Масе је 1,4 пута веће од масе Сунца, а радијуса 2,1 Сунчевог радијуса. Ротира брзином од 3,2 km/s, тако да му је период ротације 33 дана. Процењене старости око 3 милијарде година, Процион А је при крају фузионисања водоника у хелијум у свом језгру, и постепено прелази стадијум хладнијег и сјајнијег субџина, да би своју еволуцију завршио као бели патуљак.

#### Осцилације
Крајем јуна 2004, канадски орбитални сателитски телескоп МОСТ спровео је 32-дневно истраживање Проциона А. Континуирано оптичко праћење је требало да потврди осцилације сличне сунчевим у његовој сјајности посматраној са Земље и да омогући астеросеизмологију. Осцилације нису откривене и аутори су закључили да је теорију о звезданим осцилацијама можда потребно поново размотрити. Међутим, други су тврдили да је одсуство детекције било у складу са објављеним теренским опсервацијама радијалне брзине осцилација сличних соларним.
Фотометријска мерења сателита агенције НАСА Инфрацрвеног истраживача широког поља (WIRE) из 1999. и 2000. године су показала евиденцију гранулације (конвекције близу површине звезде) и осцилације сличне Сунцу. За разлику од МОСТ резултата, варијације видљиве у фотометрији WIRE сателита су биле у складу са мерењима радијалне брзине са тла.

### Процион B
Процион B је већ ушао у стадијум белог патуљка, а како масивније звезде брже старе, то значи да је своју еволуцију започео као масивнија компонента овог система (са масом процењеном на 2,1 масе Сунца), али је током еволуције одбацио око 75% своје масе, тако да сада има 0,6 маса Сунца. Температура Проциона B је виша од температуре А компоненте и износи 7740 К. Магнитуда Проциона B је 10,82, тако да је преко 15.000 пута слабијег сјаја од примарне компоненте. Луминозност Проциона B износи свега 0,00049 луминозности Сунца, а радијус свега 1,35 радијуса Земље, тако да посматран са Проциона А сија тек неколико пута сјајније него пун Месец посматран са Земље. Средље удаљеност секундарне компоненте од примарне износи 15 АЈ, а креће се између 8,9 и 21 АЈ, а период револуције изности 40,8 година.
Мада се већ 1844. године знало за постојање Проциона B, први га је визуелно посматрао Јохан Шеберле тек 1896. године, због слабог сјаја и мале удаљености од примарне компоненте.‍:281